# Samoa Americane ai Giochi della XXV Olimpiade
Le Samoa Americane parteciparono ai Giochi della XXV Olimpiade, svoltisi a Barcellona, Spagna, dal 25 luglio al 9 agosto 1992, con una delegazione di 3 atleti impegnati in due discipline.